# Organización del Tratado de Cooperación Amazónica
La Organización del Tratado de Cooperación Amazónica (en portugués: Organização do Tratado de Cooperação Amazônica; en inglés: Amazon Cooperation Treaty Organization; en francés: Organisation du Traité de Coopération Amazonienne; en neerlandés: Organisatie van het Verdrag inzake Amazone-samenwerking, OTCA) es un organismo intergubernamental constituido por ocho Países Miembros: Bolivia, Brasil, Colombia, Ecuador, Guyana, Perú, Surinam y Venezuela y es el único bloque socio-ambiental de países dedicado a la Amazonía.
El 7 de enero de 2019 Alexandra Moreira tomó posesión de su cargo como nueva Secretaria General de la Secretaría Permanente, por un periodo de tres años (2019 - 2021).

## Ejes de trabajo
Entre sus principales ejes de trabajo se encuentran:
- La protección, conservación y gestión sostenible/sustentable de los bosques y de la biodiversidad.
- La inclusión y participación de los pueblos indígenas y comunidades tribales en la gestión de sus recursos y en la protección de sus  conocimientos tradicionales.
- El manejo integrado y el uso sostenible de los recursos hídricos como recurso estratégico. Además, los recursos hídricos transfronterizos forman parte de los ecosistemas, la sociedad y son esenciales en todos los     sectores de la actividad humana.

- Mejorar la calidad de vida de las poblaciones amazónicas y promover     acciones necesarias, que de manera inclusiva, aporten al mejoramiento de la salud en la región.
- Gestión del conocimiento e intercambio de información.
- Acciones conjuntas para hacer frente a los impactos del cambio     climático en la región.

Para este trabajo y ejecución conjunta de acciones, los países están comprometidos financieramente, sin embargo, para un alcance mayor en su área geográfica, la OTCA busca financiamiento con aliados y socios estratégicos, para generar un impacto mayor con efectos multiplicadores para sus habitantes y para la naturaleza.
La Agenda 2030 para el Desarrollo Sostenible, entre otros acuerdos internacionales, son elementos que se integran en las acciones definidas como parte de la estrategia en el trabajo de la OTCA.

## Historia
El Tratado de Cooperación Amazónica (TCA) fue suscripto el 3 de julio de 1978 por Bolivia, Brasil, Colombia, Ecuador, Guyana, Perú, Surinam y Venezuela con el fin de promover acciones conjuntas para el desarrollo armónico de la Cuenca Amazónica.
Los países miembros asumieron entonces el compromiso común con la preservación del medio ambiente y la utilización racional de los recursos naturales de la Amazonía.
En 1995, las ocho naciones decidieron crear la OTCA para fortalecer e implementar los objetivos del tratado. La enmienda al TCA fue aprobada en 1998 y la Secretaría Permanente fue establecida en Brasilia en diciembre de 2003.

## Miembros
- Bolivia
- Brasil
- Colombia
- Ecuador
- Guyana
- Perú
- Surinam
- Venezuela